# Ohaba (Alba)
Ohaba é uma comuna romena localizada no distrito de Alba, na região histórica da Transilvânia. A comuna possui uma área de 40.52 km² e sua população era de 820 habitantes segundo o censo de 2007.